# فرگشت‌گرایی
فرگشت‌گرایی یا تطورگرایی، نخستین نظریه کلاسیک در انسان‌شناسی دانشگاهی می‌باشد که در قرن نوزده و تا اوایل قرن بیستم میلادی، نظریه مسلط در علوم انسانی به‌طور عام و در انسان‌شناسی به‌طور خاص به‌شمار می‌رفت.
این نظریه سرچشمه خود را از علوم زیستی از یک سو و از الهیات از سوی دیگر می‌گرفت.

## محوریت
محور اساسی تکامل‌گرایی بر این اصل استوار است که هر پدیده فرهنگی را باید حاصل زنجیره‌ای طولانی از تغییرات آن در طول یک خط زمانی و مکانی در نظر گرفت. این تغییرات به باور تطورگرایان، عمدتاً به دلیل نیاز به انطباق پدیده با محیط برای بقاء انجام می‌پذیرد و هر پدیده یا موجودی که بهتر بتواند این انطباق را انجام دهد، از شانس بقای بیشتری برخوردار خواهد بود.
نظریه اصالت تطوّر Evolutionnism (تطورگرائی) یکی از نظریات فلسفی باستانی است که قدمت آن به فلسفه یونان (امپدوکلس و ارسطو) و فلسفه دوره اسلامی (اخوان صفا و ابن خلدون) می‌رسد و در دوران‌های اخیر به عنوان یک نظریه علمی مطرح شده‌است.
اخیراً دانشمندان نشو و نمای موجودات زنده را با توسل به قانون تنازع بقا و قانون انتخاب طبیعی (داروین) توجیه و تعلیل کرده‌اند، یا تغییرات تدریجی و آرام آرام حیوانات را به تأثیر محیط و وراثت (لامارک) نسبت داده‌اند. یا قانون تطور را قانونی عام و کلی و محیط بر تمام موجودات از ابر و مه گرفته تا خورشید و ستارگان، و از انواع موجودات شیمیائی گرفته تا انواع موجودات زنده، و از اعضای بدن گرفته تا صفات اخلاقی و عقلی و مؤسسات اجتماعی (هربرت اسپنسر)، می‌دانند. بنا بر این تطور در نظر این دانشمندان به معنی تنوع توأم با تکامل است.

## وضعیت کنونی
امروزه هر چند تطورگرائی در قالب نوفرگشت‌گرایی و انسان‌شناسی محیط‌شناختی حفظ شده‌است اما تغییراتی اساسی در رویکرد آن مشاهده می‌شود که مهم‌ترین آن‌ها پرهیز از جبرگرایی و داروینیسم اجتماعی، اهمیت دادن هر چه بیشتر به فرایندهای مبادله با محیط، چند خطی دیدن و لحاظ نمودن ساختارهای ژنتیک و بسیار خرد از یک سو و زیست‌بوم‌ها و ساختارهای کلان از دیگر سو می‌باشد.

## نمایندگان تطورگرائی
مهم‌ترین نمایندگان تاریخی فرگشت‌گرایی پس از داروین در حوزه علوم طبیعی، در انسان‌شناسی جیمز فریزر و ادوارد برنت تایلور در بریتانیا و امیل دورکیم و مارسل موس در فرانسه می‌باشند. در آمریکا این مکتب ابتدا با آثار هنری لوئیس مورگان پدیدار گشت.